# Назир, Хаким
Хаким Назир (Назиров) (узб. Ҳаким Назир; 15 октября 1915 года, Ташкент — 15 мая 2008 года) — узбекский советский писатель. Народный писатель Узбекской ССР (1984), Лауреат Государственной премии Узбекской ССР имени Хамзы (1981).

## Биография
Родился в рабочей семье.
В 1941 году окончил факультет языка и литературы Ташкентского педагогического института. Сотрудничал в молодежных газетах и журналах (1933—1941), радио-комитете (1942—1953), Издательстве литературы и искусства (1956—1961). Ответственный секретарь Союза писателей (1953—1954), литературный консультант (1954—1978).
Член ВКП(б) с 1947 года.
В 1956 году окончил Высшие литературные курсы.
Печатался с 1935 года. Автор сборников рассказов «Соревнующиеся» («Мусобақадошлар», 1951), «Цена человека» («Одамнинг қадри», 1958), «В поисках героя» («Қаҳрамонни излаб», 1970), повестей «Парни, которые привели море» («Сув гадоси — оқпадар денгизни башлаб қайтди», 1962), «Ветры Коктерака» («Кўктерак шабадаси», 1968), повести для детей «Неугасимые молнии» («Сӯнмас чақмоқлар», 1957, рус. пер. 1958), «Огненная река» («Ёнар даре», 1966) и др.
Рассказ «Затмение солнца» представлял СССР (наряду с рассказами Р. Погодина, О. Донченко, М. Мревлишвили, Я. Раннапа, В. К. Железникова) в сборнике рассказов писателей разных стран «Дети мира» (1962), подготовленном международной редакционной коллегией (издан в СССР в 1965 году).

## Сочинения
Мени танийсизми?, Тошкент, 1963;
Шошилинч телеграмма, Тошкент, 1967; в рус. пер. — Огненная река в песках, М., 1967;
Ветры Коктерака. Повесть и рассказы, М., 1971.

## Награды
- Орден «Эл-юрт хурмати» (2000)[2].
- Орден «Знак Почёта» (18.12.1975)[3]
- Медаль «За трудовое отличие» (1959)[4].
- Народный писатель Узбекской ССР (1984).
- Государственная премия Узбекской ССР имени Хамзы (1981)[5].